# Bouena Sarfatty
Bouena Sarfatty, (15 de noviembre de 1916 – 23 de julio de 1997)  fue una partisana judía griega durante la Segunda Guerra Mundial y poeta en judeoespañol.

## Biografía

### Primeros años
Sarfatty nació en Salónica, al norte de Grecia.  Su padre, Moshe, murió cuando ella tenía 3 años. Su hermano mayor Eliyahu sirvió como cabeza de familia, que la incluía a ella, sus tres hermanas mayores y su hermana menor Regina, su madre Simcha y su abuela Miriam. Ya en su juventud, Sarfatty era una mujer muy educada; estudió moda en Marsella, y hablaba fluidamente Francés, Griego y Judeoespañol, formando parte de la clase acomodada de la ciudad. Su familia apoyaba las actividades sionistas en Salónica, especialmente su hermano mayor Eliyahu, quien estaba activo en Keren Hayesod.

### Segunda Guerra Mundial
Luego de la invasión Nazi de Salónica en 1941, se hizo voluntaria con la Cruz Roja y además llevaba mensajes entre los jóvenes internados en campos de trabajo forzado y sus familias, gracias a un contacto griego que tenía en los campos. Además, sus hermanas y amigas se hicieron voluntarias para una organización judía de caridad llamada "Matanot LaEvionim" por medio de la cual distribuían comida a las personas necesitadas de la ciudad. Vital Hasson, un dirigente de los colaboradores judíos en Grecia y de la policía pro-nazi Politofilaka, quería casar a Sarah Trabout, una de las amigas de Sarfatty con la que trabaja en Matanot LaEvionim con su hermano. Sarfatty y Trabout se oponían a la idea, pero Hasson amenazó a la familia y no tuvieron más remedio que aceptar la boda. Este fue el primer incidente que definió la enemistad entre Sarfatty y Hasson.

El 15 de marzo de 1943, Sarfatty llegó al gueto Baron de Hirsch para entregar la leche y vio que estaba bloqueado. Apenas la vio intentando ingresar, Hasson la tomó por la fuerza y la hizo beber leche hasta que la vomitó y ensució toda su ropa, para luego hacerla repartir el resto de la leche. Fue ahí donde comprendió que no podía seguir en Salónica. En los campos de trabajos forzados, conoció a un joven llamado Haim, que estaba prisionero; se enamoraron y comprometieron. Haim huyó del campo de trabajo para casarse con ella secretamente, pero cuando Vital Hasson se enteró, pasó la información a los nazis sobre el paradero de la pareja. Haim fue abatido a tiros por soldados nazis en la sinagoga donde la pareja se iba a casar, poco antes de la hora de la boda el 16 de marzo de 1943. Sarfatty fue encarcelada por los nazis y llevada a Pavlos Melas, pero huyó con la ayuda de un partisano disfrazado como agente alemán: este partisano fue posteriormente capturado, torturado y asesinado.  Luego de este incidente, Sarfatty decidió huir a Atenas y unirse a los partisanos, adoptando el nombre de María (Maritsa) Serafamidou, presuntamente de Komotini en Tracia.

### Vida posguerra
Luego de la guerra, en 1945 regresó a su natal Salónica para trabajar como nutricionista en los campamentos de refugiados, pero también, en secreto, para organizar el transporte a Palestina de supervivientes judíos a través de Turquía y Siria. En 1946 se casó con Max Garfinkle, uno de los fundadores del kibutz Ein HaShofet, con quien había trabajado en el campo de refugiados de Siderokastro, el cual recibía a muchos sobrevivientes de Bergen-Belsen. Luego de una corta estancia en su kibutz en Israel, decidieron mudarse a Montreal, Canadá, en 1947. Ya estando en Canadá, se dedicó a recopilar canciones sefardíes en caracteres latinos, la gran mayoría en judeoespañol, bajo el título Romansos en ladino.

### Muerte
Sarfatty murió en Montreal el 23 de julio de 1997, dejando un hijo, Ely, y cuatro nietos.

## Legado
En 2013, Renee Levine Melammed publicó Ode to Salonica: the Ladino verses of Bouena Sarfatty (Indiana University Press: ISBN 9780253007094 ), que contiene traducciones de 500 coplas escritas por 500 coplas y los versos cortos que reflejan su vida en Salónica.
Su colección de música sefardí forma parte de la disertación del Doctorado "The Ladino Song in the 20th Century: A Study of the Collections of Emily Sene and Bouena Sarfatty-Garfinkle" de  Rivka Havassy en la Universidad Bar Ilán de Israel en 2007. La etnomusicóloga  Judith R. Cohen ha utilizado a Sarfatty como fuente primaria para su investigación de canciones sefardíes en Judeo-español (Ladino) de la comunidad de Montreal. Su hijo Ely publicó su biografía en 1997.

## Obras destacadas
- Complas de Salonik de la vida
- Complas de las miserias que hizo lo(s) almanes a Salonique del 1941-1943
- Romansos en ladino
- Maldiciones que les echaba a los almanes cada día